# Индийская якана
Индийская яка́на, или бронзовокрылая якана (лат. Metopidius indicus), — вид птиц из семейства якановых. Единственный представитель одноимённого рода Metopidius. Подвидов не выделяют. Распространён в Азии. Как и другие якановые, индийская якана передвигается по лилиям и другой плавающей водной растительности, длинные лапы распределяют вес птицы и предотвращают погружение. Половой диморфизм не выражен, но самки немного крупнее. Самки полиандричны, поддерживая гарем из самцов в период размножения во время муссонных дождей. Самцы охраняют территорию. В случае угрозы самец может перенести птенцов в безопасное место под своими крыльями.

## Описание
Индийская якана — птица среднего размера, длиной до 29 см с коротким хвостом. На расстоянии кажутся тёмными, за исключением надбровной дуги. Половой диморфизм не выражен, но самки крупнее самцов и в среднем весят 282,4 ± 5,22 г, тогда как самцы в среднем весят 176,2 ± 1,68 г. На сгибе крыла есть тонкая, направленная вперёд костная шпора, покрытая роговым чехлом. Крылья бронзово-коричневые с зелёным отливом. Голова, шея и грудь чёрные и контрастируют с широкой белой надбровной дугой, которая проходит от глаз до задней части шеи. Нижняя часть спины и кроющие перья хвоста каштановые. Хвост короткий, красновато-коричневый с чёрной оконечной полосой. Зеленовато-жёлтый клюв имеет красное основание надклювья. Кожная бляшка на лбу красновато-фиолетового цвета. Ноги зеленоватые. Пальцы длинные, а прямой и удлиненный коготь на заднем пальце длиннее самого пальца. Пуховые птенцы светло-коричневые с тёмной полосой, проходящей по макушке. Молодые птицы имеют коричневую верхнюю часть тела, рыжеватую макушку, белую нижнюю часть, бурую переднюю часть шеи, неразвитую лобовую бляшку и тусклую надбровную дугу.

## Биология
Индийская якана добывает корм в одиночку или парами. Птицы ходят по водной растительности, балансируя на длинных ногах и длинных пальцах. Питаются насекомыми и другими беспозвоночными, собранными из плавучей растительности или поверхности воды. Иногда в желудках встречаются растительные остатки (возможно, случайно проглоченные). При опасности могут прятаться, ныряя под воду. 
Сезон размножения начинается после дождей (с июня по сентябрь) в Индии, хотя периодически отмечались гнездования в марте в Раджастане. Распространена полиандрия. В одном из исследований было показано, что в популяции 60% самок были моногамными и только у 40% отмечена полиандрия. Полиандрические самки поддерживают гарем из четырёх самцов. Самцы защищают свою территорию от других самцов с помощью демонстрации, раскрывая крылья и удлиняя шею, иногда демонстрация перерастает в удары клювом. Самки защищают общую территорию гарема от других самок. Гнездо представляет собой небольшую платформу, сооружённую из стеблей и листьев Pistia, Nymphoides, Hydrilla и Eichhornia, и размещённую на ковре растительности, но яйца также могут быть отложены непосредственно на лист лотоса. В кладке обычно четыре яйца конической формы, блестящего коричневого цвета с неправильными зигзагообразными чёрными отметинами. Насиживают яйца и заботятся о птенцах только самцы. Инкубационный период обычно составляет 29 дней. Птенцы вылупляются хорошо развитыми и вскоре покидают гнездо. Высок уровень потери яиц в результате хищничества различных животных, включая грызунов и птиц, до 94% яиц могут потеряны. При опасности птенцы могут укрываться между крыльями самца, который переносит их в безопасное место. Птенцы становятся полностью независимыми примерно через десять недель.